# Boaz (Alabama)
Boaz è un comune degli Stati Uniti d'America situato nelle contee di Marshall, Etowah dello Stato dell'Alabama.